# Callospermophilus saturatus
Callospermophilus saturatus е вид бозайник от семейство Катерицови (Sciuridae).

## Разпространение
Видът е разпространен в Каскадните планини в провинция Британска Колумбия, Канада и щата Вашингтон, Съединени щати.